# Высокий Тауэрн
Высо́кий Та́уэрн (нем. Hohe Tauern) — горы в Австрии, в системе Центральных Восточных Альп.
Горы простираются с запада на восток более чем на 100 км. Состоят из нескольких массивов высотой до 3798 м (гора Гросглоккнер, высшая точка страны) с альпийскими формами рельефа. В западной части многочисленны каровые и долинные ледники. С северных склонов гор берут начало многие правые притоки реки Зальцах, с южных — левые притоки Дравы. Осевая зона гор сложена древними гранитами и гнейсами. До высоты 1800—2000 м — хвойные леса, выше — заросли кустарников и луга. Через Высокий Тауэрн на высоте около 1200 м проложен тоннель железной дороги Зальцбург — Клагенфурт.